# Kirche Oberwollanig

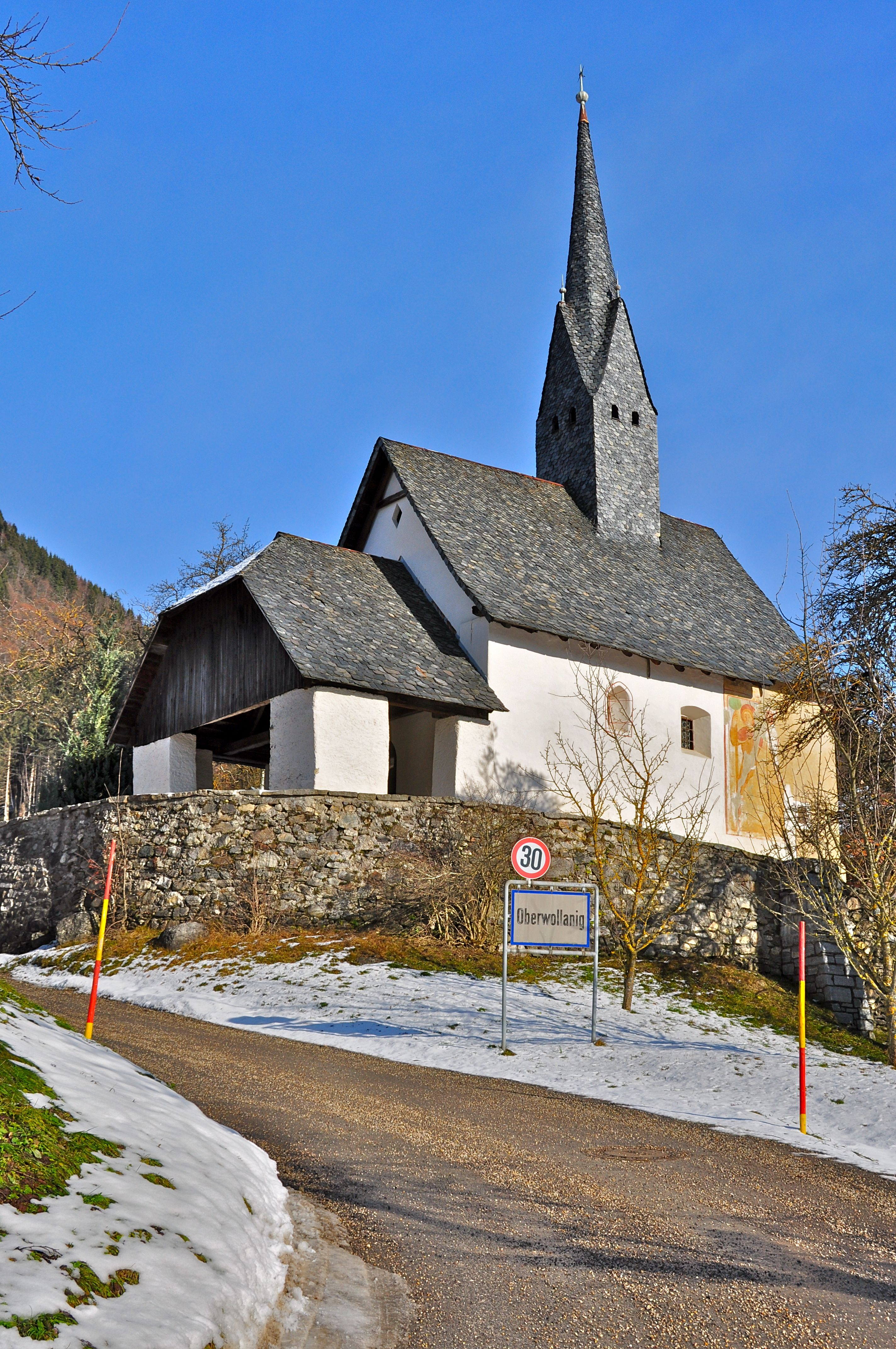

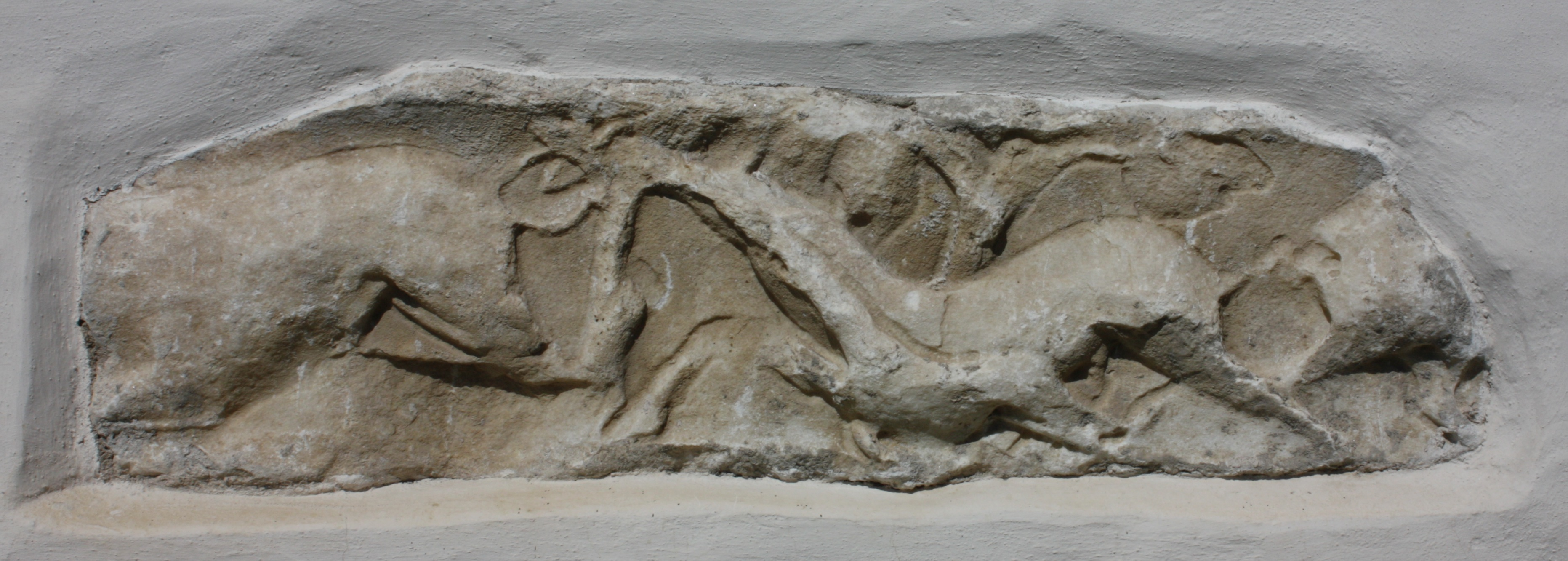
Römerstein

Die römisch-katholische Kirche Oberwollanig in der Stadtgemeinde Villach ist dem heiligen Laurentius geweiht. Die Filialkirche gehört zur Pfarre Sankt Nikolai.

## Baubeschreibung
Die kleine Kirche setzt sich aus einem romanischen Langhaus und einem gotischen Chor aus dem 14. Jahrhundert zusammen. Sie besitzt einen östlichen Dachreiter mit Spitzhelm und eine westliche Vorlaube. An der Südwand hat sich ein romanisches Fenster erhalten. Die Spitzbogenfenster im Chor haben Maßwerksnasen. Dach und Turm sind mit Steinplatteln gedeckt und verkleidet. An der südlichen Außenwand ist ein Friesblock mit einem Tierrelief eingemauert, der von einem römerzeitlichen Grabbau stammt.
Die mit 1514 datierte, hölzerne Felderdecke im einjochigen Langhaus ist mit perspektivischen Gittern bemalt und hat in den Rahmenleisten Rankenmuster. Ein abgeflachter Triumphbogen verbindet das Langhaus mit dem Chor. Über dem Chor mit 5/8-Schluss spannt sich ein sechsteiliges Fächergewölbe auf Konsolen. In einer Nische rechts des Altares ist eine römerzeitliche Grabinschrift mit den Namen einheimischer Personen angebracht. 
Die volkstümlichen Wand- und Gewölbemalereien im Chor stammen aus dem ersten Viertel des 16. Jahrhunderts. An der Nordwand ist das Martyrium des heiligen Laurentius dargestellt, an der Südwand das Jüngste Gericht. In den Gewölbefeldern sind neben den Evangelistensymbolen die Heiligen Katharina, Helena, Leonhard, Kunigunde und Michael sowie Engel.

## Einrichtung
Der Hochaltar mit gedrehten Säulen und Akanthusschmuck wurde 1706 geschaffen und zeigt im Altarblatt den heiligen Laurentius. Die ursprüngliche, spätgotische Kanzel wurde um 1530 gefertigt und befindet sich jetzt in der St. Bartlmä-Kapelle in Wilten. Der ehemalige Magdalenenaltar steht heute in der Heiligenkreuzkirche Villach. Die Glocke stammt aus dem 12. Jahrhundert.